# 倫敦站
倫敦站（英語： / 法語：  ） 位於加拿大安大略省倫敦市中心南端，是從多倫多西部到薩尼亞和溫莎的維亞鐵路列車的主要轉車站。

## 歷史

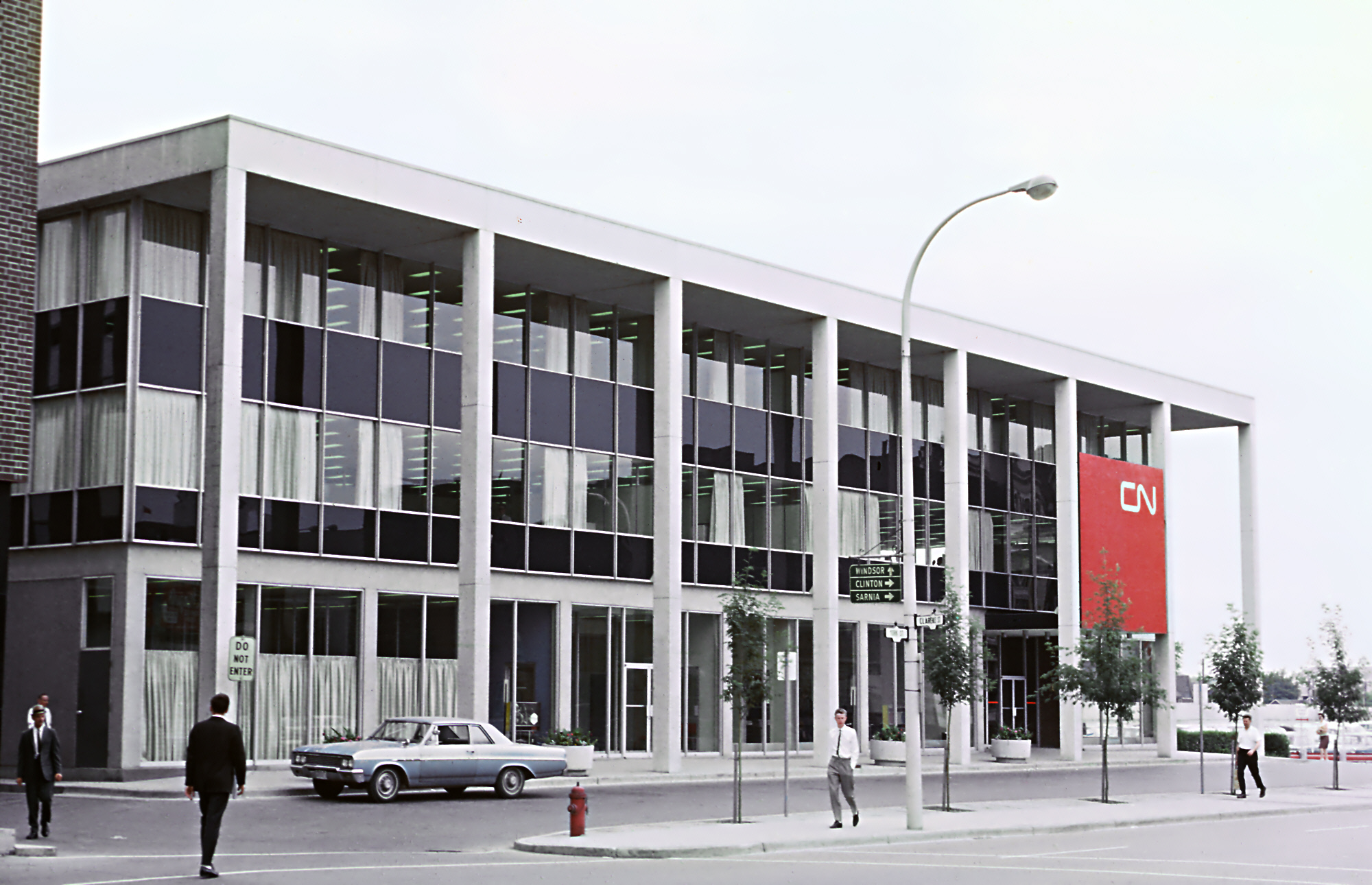
原加拿大國家鐵路車站 (攝於1966年)

該地點的第一個車站由大西部铁路公司(GWR)於1853年建成。1882年GWR與大幹線鐵路 (GTR)合併後，該站繼續為GTR服務倫敦地區。 原本的建築於1935年被拆除，為加拿大國家鐵路建造的新車站讓路。 
後來，第一座車站被拆除，並被改建為位於約克街205號的三層高建築 (現為加拿大國家鐵路信用合作社)和位於約克街197號，十層樓高，以國際風格建造的加拿大國家鐵路大樓。後來由於加拿大國家鐵路員工人數逐步減少，加拿大國家鐵路大樓於2000年關閉，並在2001年2月4日9時15分被拆除。 
在拆除國家鐵路大樓和建造現有車站期間，火車服務暫時使用信用合作社的大樓為車站。在現有車站完工後，該大樓亦被融入到車站結構裏，舊站的月台被保留，地皮剩餘的位置則被改為停車場。
維亞鐵路與美鐵公司曾於1982至2004年間營運來往芝加哥和多倫多的國際鐵路服務。而當前的走廊服務則保留了該路線的加拿大部份。
在2021年10月18日至2023年10月間， GO運輸在平日繁忙時間營運每日一班由該站往返多倫多的基秦拿線通勤鐵路服務。 